# Afruza Khamdamova
Pour l’article homonyme, voir Mokhigul Khamdamova.
Afruza Khamdamova est une joueuse d'échecs ouzbèke née en 2009, championne du monde des filles de moins de 14 ans.
Au 1er avril 2024, elle est la première joueuse ouzbèke avec un classement Elo de 2 300 points.

## Biographie et carrière
Afruza Khamdamova a remporté le championnat du monde des filles de moins de 14 ans (cadettes) en novembre 2023, marquant 10 points en 11 parties. Elle dut déclarer forfait lors de la première ronde car son vol avait été annulé, puis gagna toutes ses parties.
Elle finit quatrième ex æquo du championnat d'Asie féminin 2023
Afruza Khamdamova fit partie de l'équipe féminine d'Ouzbékistan à l'Olympiade d'échecs de 2022, marquant 7 points sur 8 au quatrième échiquier et réalisant la meilleure performance Elo des joueuses de son équipe.
Lors du championnat du monde d'échecs de parties rapides féminin de 2023 disputé à Samarcande, elle marqua 6,5 points sur 11 et finit à la 34e place (alors qu'elle était classée 76e au départ).